# Icius ocellatus
Icius ocellatus är en spindelart som beskrevs av Pietro Pavesi 1883. Icius ocellatus ingår i släktet Icius och familjen hoppspindlar. Inga underarter finns listade i Catalogue of Life.